# 中车资阳机车
中车资阳机车有限公司（英語：CRRC Ziyang Co., Ltd.），是中国的铁路机车制造厂商之一，也是中国中车股份的子公司之一。其总部设於四川省资阳市。

## 历史

### 背景
1964年5月，在当时中苏交恶、中美不和、大多数国家与中国都处于敌对状态的严峻国际形势下，中央处于国防考虑，决定在中国的西南、西北地区进行“三线建设”，并要求各工业部门从东北、东南地区分迁一部分企业到内地，以在中国的战略后方形成比较完整的现代化工业体系。三线建设把四川省确定为重点建设地区，当时四川的建设投资占三线建设总投资额的五分之一左右，形成了四川工业发展的新高潮。铁道部经申报国家批准，采取老厂分迁与新建相结合的办法，于1965年开始于四川省筹建一座新的专业机车制造厂，经过考察及论证，最终选址于成渝铁路上的内江市资阳县，名为“铁道部资阳四三一厂”（431厂），后更名为铁道部资阳内燃机车厂；而同期建立的铁路机车车辆工业另有眉山车辆工厂（今南车眉山车辆有限公司）和贵阳车辆工厂（今南方汇通股份有限公司）等，分别负责制造和修理货车。

### 建厂

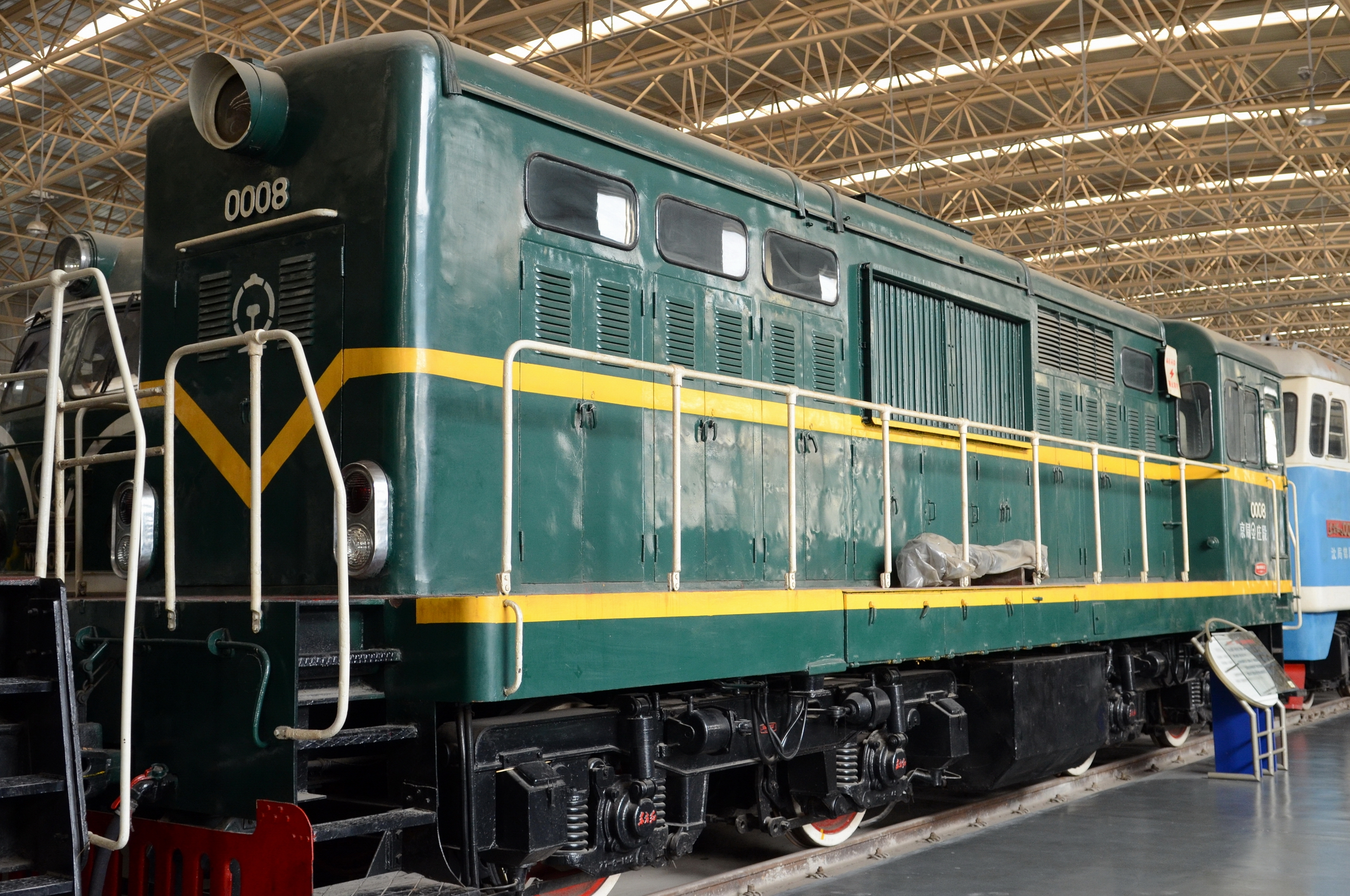
资阳内燃机车厂生产的第一种机车——东方红2型

1966年10月20日，资阳内燃机车厂正式动工，大量从大连机车车辆厂、戚墅堰机车车辆厂、青岛四方机车车辆厂、南口机车车辆厂、天津机车车辆厂等地的铁路机车车辆工厂技术人员组成了“三线建设大军”，来到了四川省资阳市。按照贯彻执行分靠山、分散、隐蔽（即“山、散、洞”）的建设方针，在资阳县城西部一公里多的一片丘陵地区、蜿蜒11.5公里的两坝十三沟中建立起资阳内燃机车厂。资阳内燃机车厂于1973年投产，工厂用地面积为141万平方米，生产厂房建筑面积为25万平方米，金属切削机床近1500台，是当时中国国内机车车辆工业企业中机床数量最多的工厂。工厂下设机车、柴油机、液力传动、配件、锻压、铸造、机具等7个分厂和工具、设备、运输、动力、建筑、材料厂等6个直属单位，还有综合医院、消防局、警察局，以及幼儿园、小学、初中、高中、技工学校、职工学校。1973年9月18日，首台由资阳内燃机车厂制造的东方红2型柴油机车出厂。

### 机车生产

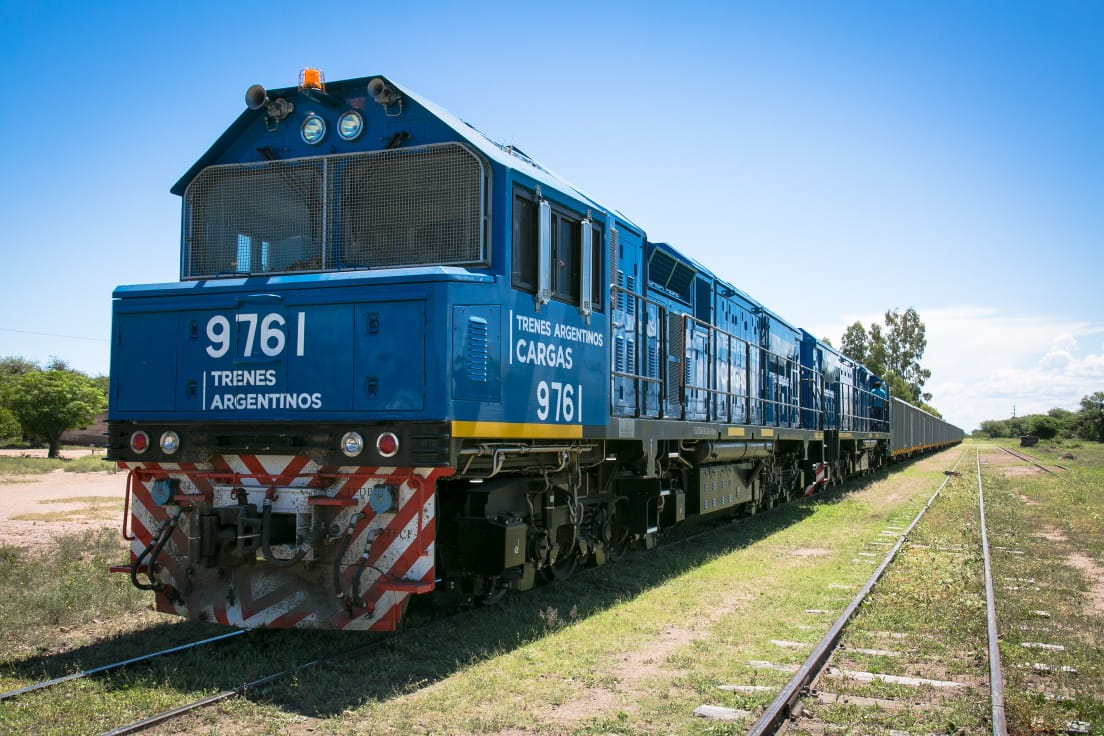
CDD6A1

但受国家宏观指令性计划影响，工厂主力产品方向摇摆不定，经过近十年徘徊，资阳内燃机车厂至1980、1981年间，年产值仍然仅有2000万元人民币，远不及国内其他机车制造厂。至1980年代初，由于面对当时中国铁路运能紧张、东风4型电传动内燃机车产能不足的问题，资阳内燃机车厂按照铁道部的指示和大连机车车辆厂提供的图纸，于1983年转产东风4型内燃机车。资阳厂首台试制的东风4型机车（东风4-3001）于1983年底交付广州机务段使用。1984年底，铁道部和中国铁路机车车辆工业总公司要求资阳内燃机车厂于1987年之前基本完成转产改造，满足大批量生产东风4B型内燃机车的需要。1986年6月21日，资阳厂生产的首台东风4B型内燃机车（东风4-3101）交验出厂。经过技术改造，资阳内燃机车厂的产能大幅增长，东风4（B）型机车年产量从1985年的20台，增加到1986年的41台，到1987年达到62台。至1992年，资阳内燃机车厂的年产量已经以16.5%的速度增长；到1994年底，年产量已超过设计能力的50%，连续5年跻身全国500家最大经营规模企业之列。而工厂在转产干线内燃机车的同时，保留了调车内燃机车的生产，资阳厂的液力传动内燃机车东方红型、GK型两个系列产品的产量在国内处于领先地位，逐步成为国内调车内燃机车销量最大，分布最广的厂家。
1990年代末，由于中国铁路发展方向转为“提速、重载”，国铁机车车辆购置费总量减少，中国铁路机车车辆工业普遍面临生产能力过剩、与部分产品结构不合理、产销率低的问题。为了提升企业竞争力，资阳内燃机车厂开始与戚墅堰机车车辆厂合作，由16V240ZJB、16V240ZJC型柴油机转产功率更大的16V280ZJA型柴油机，同时按照戚墅堰厂提供的图纸开始试制东风8B型大功率柴油机车。1998年11月30日，首台由资阳厂生产的东风8B型机车出厂，当年成功试制出两台东风8B型机车。1999年开始批量生产，又生产东风8B型机车32台。
从2000年开始，资阳机车厂先后从德国、美国引进电子喷射、径向转向架、卡特彼勒柴油机等国外先进技术，相继在2001年、2002年分别开发出16V280ZJG型、16V280ZJH大功率电子喷射柴油机；2001年联合株洲电力机车研究所研制出交流传动东风8BJ型“西部之光”柴油机车。2004年，资阳机车厂引进美国通用动力公司的HTCR径向转向架技术，研制了两台采用径向转向架技术的东风8B型柴油机车（DF8B-5507、5508）。在动力装备市场上，燃气轮机、发电机组相继试制成功。
在国际市场方面，资阳机车厂于2004年参加印度全球招标采购柴油机曲轴获得成功，成为印度最大的机车曲轴供应商；曲轴、缸套等产品进入北美洲、欧洲等国家；2005年先后与美国卡特彼勒公司签订出口船用MAK系列曲轴、与韩国现代重工集团公司签订84根船用曲轴来料加工合同。截至2005年，资阳机车厂出口韩国船用曲轴已超过410支，成为韩国船用曲轴的重要供应商。
资阳机车产业园是世界第二、亚洲第一的现代化机车制造基地，仅生产线就绵延10里，习称“十里车城”。

### 体制改革
踏入2000年代，随着中国机车车辆工业与铁道部的脱钩，中国铁路机车车辆工业公司重组分为中国南车、北车两大集团公司，资阳内燃机车厂作为重要组成部分划归为中国南方机车车辆工业集团公司，改称中国南车集团资阳机车厂。同年6月，资阳机车厂提出了建设“三大制造基地”的目标，即“内电并举”（内燃机车和电力机车）的机车基地；以系列柴油机商品化生产的动力基地；以主要零配件为代表和锻压产品为优势的机器零部件基地。资阳机车厂于2000年开始按照株洲电力机车厂提供的图纸试制电力机车，同年年底资阳机车厂首台韶山3B型电力机车出厂。2001年，资阳机车厂生产电力机车25台，净增销售收入1.17亿元人民币；2002年生产30台，产值达到1.52元人民币。
2006年，中国南车集团公司以所属资阳机车厂现有主业实物资产出资，联合新力搏交通装备投资发展有限公司和资阳市国有资产管理委员会，共同出资组建中国南车集团资阳机车有限公司，简称南车资阳机车，成为多元投资主体的现代企业，公司於2006年5月12日注册成立。其前身中国南车集团资阳机车厂转让全部核心业务至资阳机车有限公司；而所有辅助资产由中国南车集团资阳机车厂保留，而该厂亦继续保留其企业法人实体地位。2007年11月，中国南车集团资阳机车有限公司更名为南车资阳机车有限公司，公司股份分别由中国南车股份有限公司、新力搏交通装备投资租赁有限公司及资阳市国有资产监督管理委员会持有81.04%、12.08%及6.88%。

## 产品

### 柴油机车

#### 国内产品

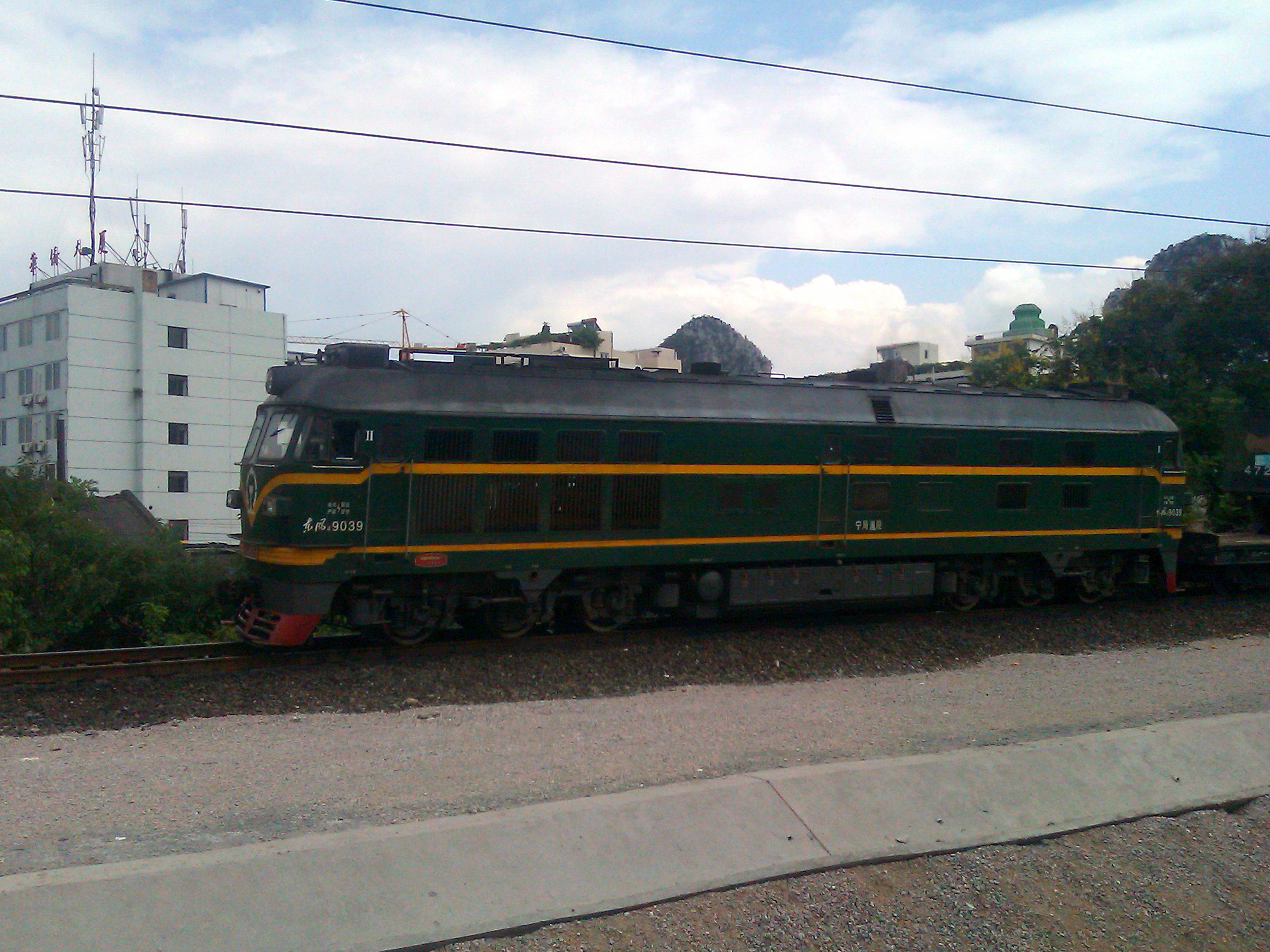
资阳内燃机车厂制造的东风4B型内燃机车

- 东方红2型
- 东方红4型
- 东方红5型
- 东方红5B型
- 东方红5C型
- 东方红6型
- 东方红7型
- 东方红7B型
- 东风4型
- 东风4B
- 东风4C型
- 东风4CK型
- 东风8B
- 东风8BJ型“西部之光”
- 东风8DJ型（DF8B-5672）
- 东风12型
- CKD6E（济钢[8]、日照港[9]）
- HXN6
- GK1
- GK1B
- GK1C
- GK1M
- GK2
- GK3
- GK3B
- GKD3B

#### 出口产品
- CK5 （出口泰国及其他东南亚国家）
- CK5B
- CK6 （出口坦赞铁路及越南）
- CKD6E （GK1C-200系列，出口土库曼斯坦）
- CKD7F （D19E-900系列，出口越南）
- CKD8C （出口东南亚及非洲）
- CKD9A （出口土库曼斯坦）
- CKD9C （出口土库曼斯坦）
- DFH1 （出口坦赞铁路）
- SDD1 （出口苏丹共和国）
- SDD2 （出口南非）
- SDD3 （D19Er-2030系列，出口越南）
- SDD4 （GKD3B/ТЭ16Z-0系列，出口哈萨克斯坦Kazakhmys）
- SDD5 （CKD9C/ТЭ16Z-200系列，出口哈萨克斯坦Kazakhmys）

### 电力机车
- 韶山3型
- 韶山3B型
- 韶山4（改）型
- 和谐1C型电力机车

## 参看
- 南车眉山车辆
- 南车戚墅堰机车